# Oreodera howdeni
Oreodera howdeni là một loài bọ cánh cứng trong họ Cerambycidae.